# 安第斯造山運動

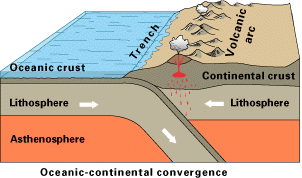
簡單描述安第斯山脈大部分地區現狀

安第斯造山運動（英語：Andean Orogeny）是一個在南美西岸的持續造山構造運動，始於侏羅紀早期，造成安第斯山脈上升的原因。在南美洲西部邊緣有一個長期存在的俯衝系統，經過重新激活這個俯衝系統，導致造山運動，在白堊紀（90 Ma）和漸新世（30 Ma）時期的造山運動，曾造成兩次造山帶重新排列。安第斯造山運動的地理位置很長，各地段均有其獨有的運動特徵和活動時期。

## 概述
自新元古代羅迪尼亞超大陸解體以來，俯衝造山運動一直活動在現在的南美洲西部。 古生代 Pampean、Famatinian 和 Gondwanan 造山運動是安第斯造山運動的前身。 侏羅紀和早白堊世安第斯造山運動的第一階段以發育伸展構造、裂谷、弧後盆地和岩磐為特徵，這些特徵，據推測，與冷的海洋岩石圈的俯衝有關。 直到白堊紀中晚期（約 9000 萬年前），熱和較年輕的海洋岩石圈開始俯衝到南美洲之下。這就導致安第斯造山運動產生顯著的變化。這個時候的俯衝作用不僅造成區域性強烈收縮變形，而且導致後期隆起和侵蝕的。 另一個由因可能與中白堊紀板塊構造變化有關，這時因爲板塊構造重組，而導致南大西洋的開始擴張。同時在大約 9000 萬年前，大洋岩石圈俯衝方向也發生變化，從東南方向俯衝轉到東北方向。 這種俯衝方向的變化，并未改變俯衝低角度的傾斜，但影響了幾個與俯衝帶平行的斷層，包括Atacama、Domeyko和 Liquiñe-Ofqui斷層 。

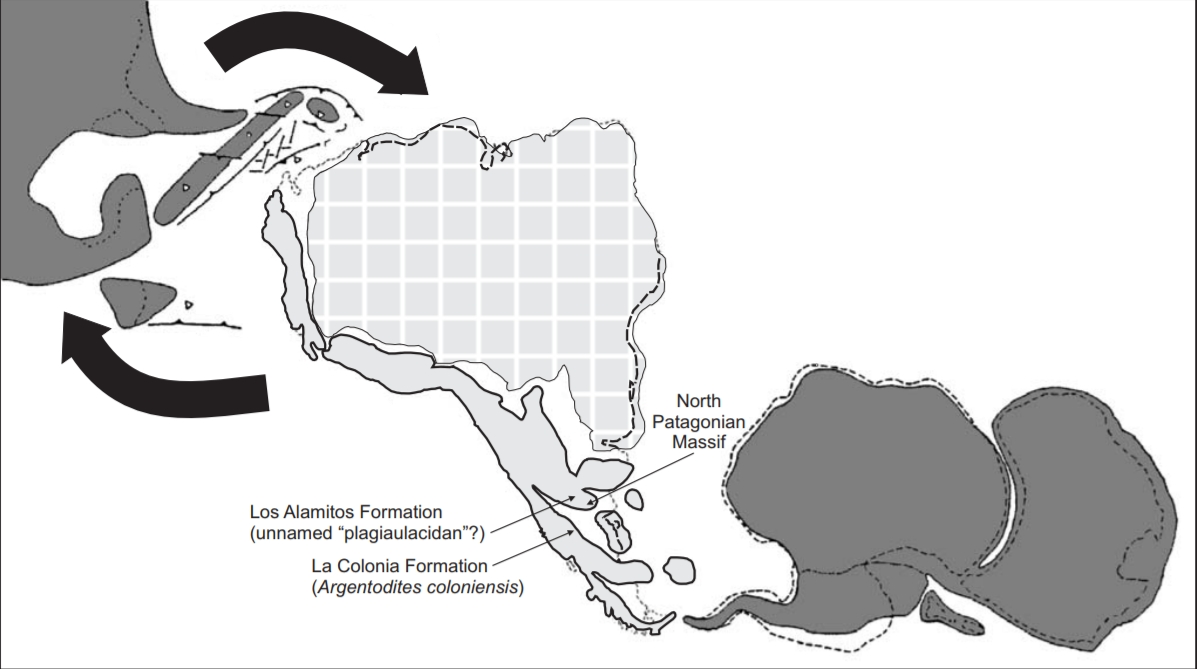
晚白堊紀南美洲的古地理。受安第斯造山運動影響的區域以淺灰色代表，而穩定的克拉通則以灰色方塊代表。亦顯示晚白堊世形成的 Los Alamitos 和 La Colonia 地層

平板俯衝 在安第斯造山運動期間很常見，平板俯衝導致地殼縮短和變形以及弧形火山活動的抑制。安第斯山脈的不同地段在不同時期都曾經發生了平板俯衝，例如哥倫比亞北部（6-10° N）、厄瓜多爾（0-2° S）、秘魯北部（3-13° S）和智利中北部(24–30° S) 等地段
安第斯山脈的構造發育與區域氣候是同步相互影響。安第斯山脈形成的地形屏障阻止了潮濕空氣進入現在的阿塔卡馬沙漠。反過來，這種干旱通過侵蝕和河流運輸改變了通常的地表沉積物分佈，因而改變了後來的構造變形。 在漸新世，法拉隆（Farallon）板塊分裂，形成了現代科科斯（Cocos） 和納斯卡（Nazca）板塊，也引發了安第斯造山運動的一系列變化。由於納斯卡板塊隨後與南美洲板塊是正交俯衝，導致安第斯山脈自古以來的隆起速度的增加。尤其在中新世其造隆起速度是最高。從一個整體造山運動來看，安第斯山脈在過去 3000 萬年（漸新世至今）上升最明顯。